# یونکرس یو ۱۸۷
یونکرس یو ۱۸۷ (به آلمانی: Junkers Ju 187) طرحی از یک هواگرد تک‌باله تک‌موتوره دو سرنشین از گونه بمب‌افکن شیرجه‌ای و هواگرد تهاجمی از طرف شرکت هاینکل در آلمان بود که برای جایگزینی یو ۸۷ پدید آمد اما اجرایی نشد.

## طراحی و توسعه
یو ۱۸۷ اقدامی برای نوین‌سازی هواگرد موفق یو ۸۷ بود که تا سال ۱۹۴۰ دیگر منسوخ به حساب می‌آمد. هواگرد جدید برخی از ویژگی‌های سلف خود مانند ساخت تمام‌فلزی، ترمز شیرجه و بال مرغی را به ارث برده بود اما تسلیحات و زره بهتری داشت. دو ویژگی خاص در یو ۱۸۷ به‌کار رفته بود که شامل ارابه فرود جمع‌شونده و دم عمودی چرخان بود. این قسمت به شکل نامعمولی می‌توانست هنگام پرواز ۱۸۰ درجه بچرخد و میدان آتش را برای برجک پشتی هدایت از راه دور فراخ‌تر کند. یک توپ خودکار ۲۰ میلی‌متری ام‌گه ۱۵۱/۲۰ و یک مسلسل ۱۳ میلی‌متری ام‌گه ۱۳۱ در برجک قرار داشت. نیرومحرکه را یک موتور ۱۲ سیلندر یومو ۲۱۳آ خنک‌شونده با آب با توان ۱٬۷۵۰ اسب بخار هنگام برخاستن، تأمین می‌کرد. هواگرد یک بمب ۵۰۰ کیلوگرمی زیر بدنه و دو بمب ۵۰ کیلوگرمی زیر هر بال در دو طرف برآمدگی ارابه فرود حمل می‌کرد.
مدل تونل باد و یک مدل چوبی کامل از یو ۱۸۷ ساخته شد. به هر صورت این طرح مدت کوتاهی بعد رها شد؛ چرا که عملکرد پیش‌بینی‌شده برای آن چندان بهتر از یو ۸۷ نبود. از طرفی جنگنده-بمب‌افکن‌های پرسرعت جدید مانند فوکه-وولف اف‌و ۱۹۰ می‌توانستند نقش بمب‌افکن‌های شیرجه‌ای را حتی بهتر از خود آن‌ها ایفا کنند.